# 갓돌림 신경핵
갓돌림 신경핵(abducens nucleus) 또는 외전신경핵(外轉神經核)은 뇌에서 나와 눈구멍으로 들어가 안구를 바깥쪽으로 돌리는 작용을 하는 운동 신경핵이다.

## 같이 보기
- 봉선핵
- 와우핵
- 정중곁 다리뇌 그물체